# Роскошный баррабандов попугай
Роскошный баррабандов попугай (лат. Polytelis swainsonii) — птица семейства попугаевых.

## Внешний вид
Длина тела 40 см, хвоста 20—22 см. Оперение ярко-зелёное. Горло, подбородок, щёки и лоб жёлтые, по горлу проходит широкая поперечная полоса красного цвета. Окраска самок более тусклая, у них нет красной полоски на горле. Клюв красного или красно-жёлтого цвета. Радужка оранжевая.

## Распространение
Обитает в Юго-Восточной Австралии.

## Образ жизни
Населяет эвкалиптовые леса, растущие по берегам рек, а также сады и парки. Питаются семенами диких и культурных растений: крапивы, пастушей сумки, чертополоха, герани, пшеницы, люцерны и других, а также нектаром цветущих эвкалиптов.

## Размножение
В кладке бывает 4—5 яиц, которые насиживает самка. Через 3 недели появляются птенцы. В семинедельном возрасте они вылетают из гнезда, но ещё в течение 14 дней они нуждаются в подкормке родителями.

## Содержание
Эти красивые попугаи пользуются популярностью среди любителей природы. В России их пока мало, но западные любители легко разводят их в вольерах или больших садках. Взятые молодыми, попугаи легко приручаются и обучаются говорить несколько слов, насвистывать несложные мелодии и подражать голосам птиц и животных.